# Casa de los Azulejos (Museo de Historia de Tabasco)
El Museo de Historia de Tabasco se localiza en el centro histórico de la ciudad de Villahermosa, Tabasco, México. Es un edificio de dos plantas, conocido popularmente con el nombre de "Casa de los Azulejos", y es un monumento nacional arquitectónico que data del siglo XIX.

## El edificio

### Historia
La Casa de los Azulejos de Villahermosa, construida en 1889 bajo el diseño del tenedor de obra Jacinto Cabrales, perteneció a don José María Graham McGregor, un comerciante tabasqueño que deseaba poseer la mejor y más elegante mansión del área. El señor Graham compró la casa a doña Ana Eugenia Niévez de Repetto, quien era albacea universal testamentaria de su extinto padre, don Victoriano Niévez Céspedes, célebre político, millonario y filántropo que fuera condecorado por la Emperatriz Carlota. Al paso de los años, el edificio funcionó, primero, como casa-habitación y, posteriormente, como comercio, edificio de gobierno, hotel y casa de huéspedes.
El edificio fue parte del patrimonio cultural de Tabasco dañado por el terremoto del 7 de septiembre de 2017, por lo que pasó por un proceso de restauración que obligó a desmontar los azulejos para reparar agrietamientos. Las obras tuvieron un costo de $151,738.97 pesos.
En el interior del edificio, en la esquina suroeste —donde actualmente se encuentra la librería del museo—, se localizaba la farmacia "Manuel Ponz y Adrill", la primera de la ciudad.

### Descripción
El sobrenombre de "Casa de los Azulejos" le viene de la abundante decoración a base de esas piezas de cerámica de factura catalana que adornan su fachada, en la cual se descubren interesantes combinaciones ornamentales en marcos, ventanas y barandales de hierro forjado, con detalles que semejan fina caligrafía. El interior de la construcción también está decorado con azulejos, tanto las paredes como el piso, con calidad de diseño y color muy difíciles de imitar.
Se caracteriza por una gran variedad de estilos: mudéjar, mozárabe, gótico, barroco y renacentista, ya que tiene mosaicos catalanes en pisos y paredes, arcos polilobulados y de medio punto, puertas y ventanas labradas de madera y, también, una hermosa herrería caligrafiada en sus balcones, amalgamados con nuevas formas estructurales como la bovedilla tabicada y las vigas de acero.
La expresión arquitectónica del edificio se plasma en sus marcos cubiertos de azulejos al estilo del Renacimiento italiano o Barroco español. Sus pisos están recubiertos de mosaicos con las marcas de la fábrica "Boch Fréres Maubeuge" y sus arcos, de influencia gótica y mudéjar, tienen forma ojival y polilobulada, respectivamente. Sus frontones están cortados al estilo romano. Hay pilastras ornamentales con capiteles corintios, reminiscencia del Barroco, y barandales de fierro con las bovedillas de tabique, elementos muy propios del momento y del avance industrial.
En la parte superior del edificio hay un frisio y una balaustrada en la que resaltan las once esculturas dispuestas a manera de remate, como la de la esquina que representa al dios romano del comercio, Mercurio, y otras diez esculturas humanas sobre la balaustrada; es notable también la cenefa que corre en el entrepiso, que muestra azulejos con un rostro femenino de perfil, personificando a la célebre reina egipcia Cleopatra.
En su interior, el inmueble conserva un patio y 10 habitaciones en las que se conjugan detalles arquitectónicos de marcada influencia gótica y morisca, aspecto que define al estilo general del edificio como ecléctico.

## El museo
El Museo de Historia de Tabasco fue inaugurado el 8 de diciembre de 1985 con el propósito de proteger, conservar y difundir los objetos, documentos y testimonios históricos de los siglos XVI al XX que reflejan la memoria, los valores históricos y culturales del estado y la nación. Alberga un total de 400 piezas. Su colección incluye baúles, pinturas, retablos, armas, fotografías, objetos domésticos, grabados, monedas y condecoraciones, al igual que artículos del periodo prehispánico y del México antiguo que ofrecen una veloz mirada a la historia del estado, con un leve vistazo al período prehispánico y luego, con mayor amplitud, al período de la conquista, la colonia y al México independiente.
Destaca en la colección uno de los anales que testimonia un hecho histórico del año 1525, cuando Hernán Cortés ordenó ahorcar a los nobles aztecas Cuauhtémoc y el Señor de Tacuba en un paraje entre el municipio tabasqueño de Balancán y El Petén.

### Descripción
El museo tiene dos plantas, en las que se localizan 9 salas de exhibición permanente que siguen un orden cronológico y temático, un área para exposiciones temporales y una exposición permanente dedicada a la historia de la construcción de la casa y del crecimiento de la ciudad de Villahermosa.
Las colecciones que exhibe en sus 9 salas permanentes llevan los nombres de "Medio ambiente", "Europa de los siglos XV al XVII", "Exploración y Conquista", "Colonia", "Independencia", "Mundo prehispánico", "Liberales y conservadores", "Revolución", "Garridismo" y "La Casa de los Azulejos".

### Actividades y servicios
Entre las actividades principales del museo está la presentación de exposiciones temporales, la selección y exhibición de la pieza y tema del mes, la organización de conferencias y charlas de temas históricos de relevancia para el estado de Tabasco y el país, y la organización de talleres de pintura y escultura para niños y jóvenes.
Los servicios del museo incluyen las visitas guiadas, librería, así como la venta de publicaciones y artesanías regionales.
El museo abre en un horario de martes a domingo de 9:00 a 17:00 horas.

### Ubicación
Se localiza en la esquina de la avenida 27 de Febrero y la calle Benito Juárez, en el centro histórico de Villahermosa.